# Strada Statale 18 Tirrena Inferiore
Die Strada Statale 18 Tirrena Inferiore (Abkürzung: SS 18) ist eine italienische Staatsstraße, die von Neapel nach Reggio Calabria führt. Sie verläuft durch die italienische Region Kampanien, Basilikata und Kalabrien und ist 535 km lang.
Die SS 18 ist neben der Autobahn A2 eine der wichtigsten Verkehrsachsen von Neapel aus in den Süden und verläuft hauptsächlich entlang der Küste des Tyrrhenischen Meeres.

## Verlauf

### Kampanien

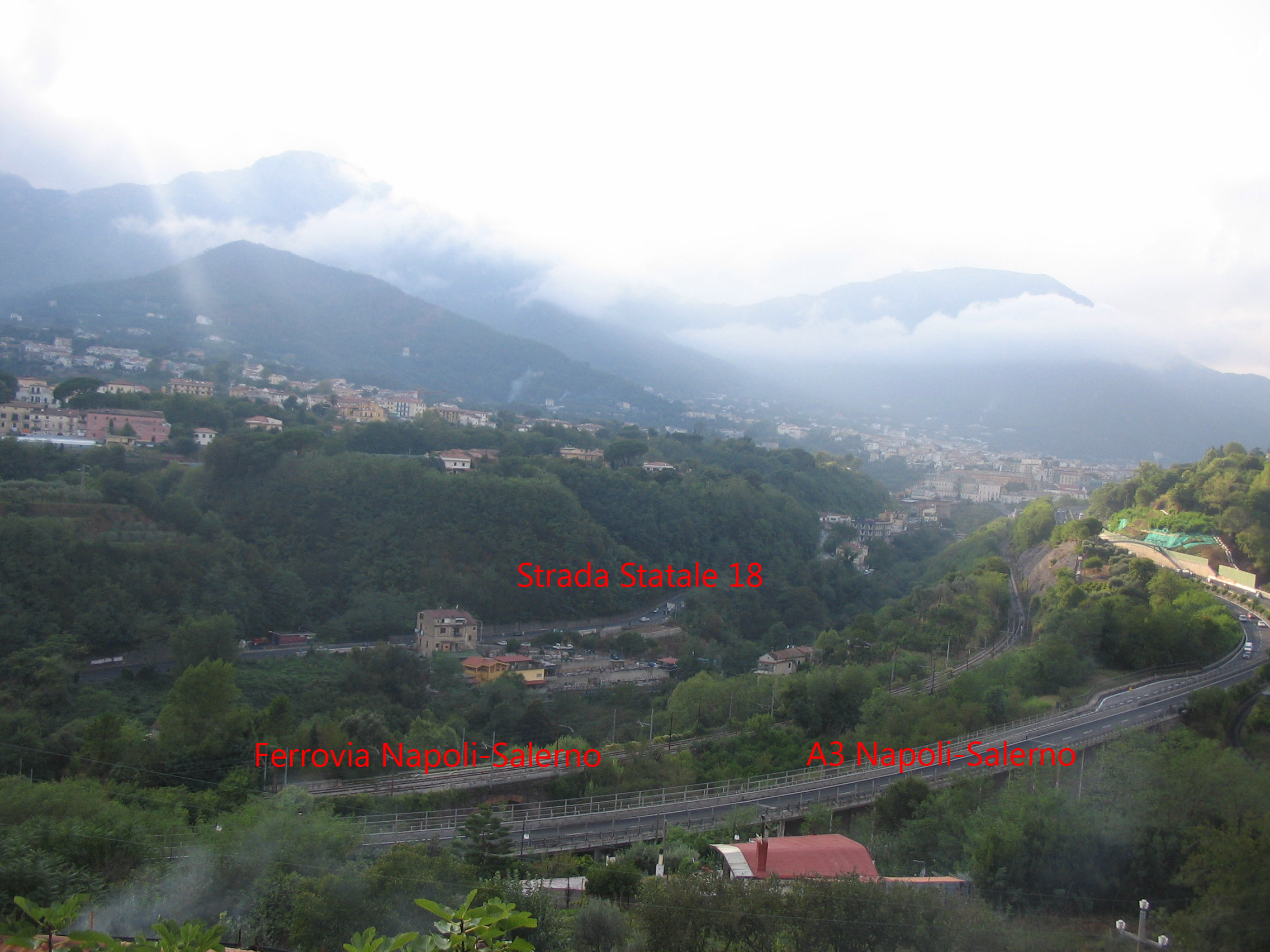
SS18 bei Cava de’ Tirreni

Die Strecke beginnt in Neapel und verläuft zunächst parallel zur Autobahn A2. Sie verbindet die Gemeinden Portici, Torre del Greco, Torre Annunziata, Pompei,  Scafati, Angri, Pagani, Nocera Inferiore, Nocera Superiore, Cava de’ Tirreni, Vietri sul Mare und erreicht schließlich Salerno.
In der Provinz Salerno verläuft sie weiter durch die Ortschaften  Campagna, Pontecagnano, Bellizzi und Battipaglia. Ab hier verlaufen die A2 und die SS18 in verschiedene Richtungen weiter, die nun nahe entlang der Küste durch die Ebene des Sele bis nach Agropoli, wo sie kurzzeitig auf das Tyrrhenische Meer trifft.
Danach sucht sie sich mühsam einen Weg durch das Hinterland des Cilento, vorbei an Prignano Cilento, Omignano Scalo, Vallo della Lucania, Laurito, Alfano, Torre Orsaia, Policastro Bussentino bis nach Sapri im Golf von Policastro. Parallel dazu verläuft von Agropoli bis nach Sapri auch die SP 430, die weitestgehend kreuzungsfrei verläuft und die Ortschaften vom Durchgangsverkehr der SS 18 entlastet.

### Basilikata

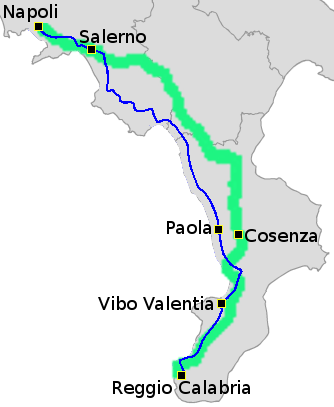
Verlauf der SS 18 und der A2

Die Straße folgt nun weiter der Küste, vorbei an Maratea und erreicht nach 10 km schon die Region Kalabrien.

### Kalabrien
Vorbei an den Ortschaften Praia a Mare, Scalea, Diamant, Cetraro, Paola trifft sie bei Nocera Scalo wieder auf die Autobahn A2. Im weiteren Verlauf über Miletto, Rosarno, Gioia Tauro, Palmi, Bagnara Calabra erreicht man bei Villa San Giovanni die Fährverbindung auf die Insel Sizilien. Wenige Kilometer weiter endet die Straße im Ort Reggio Calabria.

## Verwaltung
Seit 2001 ist die Verwaltung der Strecke von der ANAS im Bereich der Region Kampanien auf die Provinzen von Neapel und Salerno übertragen worden. Beide Provinzen bezeichnen die Straße in diesem Bereich nun (SR ex SS 18), wobei SR für "Strada Regionale" steht.